# Hrvatska neprijateljska emigracija
Hrvatska neprijateljska emigracija - "HNE" je pojam koji je koristila Jugoslavija, prvenstveno UDBA za Hrvatsko iseljeništvo. Podrazumijevao je hrvatske emigrantske političke, društvene, kulturne, športske i vjerske organizacije, te razne politički aktivne grupe i pojedince. 

## Povijest
Veliki broj Hrvata iselio je iz Hrvatske neposredno nakon drugoga svjetskog rata, u svibnju 1945. godine. U prvoj skupini iseljenika, bjegunaca, nalazili su se vojnici NDH, državni činovnici, dužnosnici raznih nekomunističkih organizacija i stranaka te njihove obitelji. Njihova nakana je bila da se predaju Englezima i tako spase glavu. Međutim, Englezi su većinu vojnika i civila izručili partizanima, a ovi su nad njima izvršili masakr. Oni koji su se uspjeli spasiti bili su smješteni u izbjegličke logore u Austriji, Italiji i Zapadnoj Njemačkoj. Dio ih je ostao u tim državama, ali ih se još više iselilo u Australiju i Sjevernu i Južnu Ameriku. 
Drugi val iseljavanja dogodio se koncem pedesetih i početkom šezdesetih godina. Ove bjegunce karakterizirala je činjenica da se uglavnom radilo o mladićima koji su, pretežno iz ekonomskih razloga, ilegalno prelazili granicu. I oni su bivali smješteni u izbjegličke kampove u Austriji, Italiji i Zapadnoj Njemačkoj. Nakon liječničkih pregleda tražili su posao u nekoj zapadnoeuropskoj državi ili bi iseljavali u Australiju i Sjevernu i Južnu Ameriku. 
Najveći broj Hrvata iselio je šezdesetih godina kad je Beograd otvorio granice i omogućio odlazak na “privremeni rad”. Zbog toga su mnogi krajevi u hrvatskoj praktički opustjeli. 
Posljednje značajnije iseljavanje dogodilo je nakon Karađorđeva i sloma Hrvatskog proljeća 1971., kad je tisuće Hrvata bilo izvrgnuto progonima. Bjegunci su ilegalno prelazili granicu, a u iseljeništvu su ih zvali “proljećarima”. 
Prema dosadašnjih saznanjima, jugoslavenska tajna služba je diljem svijeta u vremenskom razdoblju od 1946. do 1990. godine likvidirala šezdeset i osam hrvatskih emigranata. Također je utvrđeno da je u tom istom razdoblju pet hrvatskih političkih emigranata netragom nestalo, te se može opravdano pretpostaviti da su bili oteti i na nepoznatom mjestu likvidirani. 
Imajući u vidu postupke odlučivanja, organiziranja i izvođenja otmica i likvidacija hrvatskih emigranta, te operacije jugoslavenskih tajnih službi mogu se podijeliti u nekoliko razdoblja. U godinama neposredno nakon završetka Drugog svjetskog rata OZNA je napadala prvenstveno one hrvatske emigrante koji su imali dobre veze sa savezničkim centrima moći (napr. Drago Jilek) ili su uživali neokrnjen ugled među narodom u Domovini (napr. dr. Ivo Protulipac). Padom Aleksandra Rankovića 1966. i relativnim omekšavanjem represivnog sustava unutar Jugoslavije naglo se povećao broj "ofanzivnih akcija" prema hrvatskim političkim emigrantima, odnosno broj otmica i likvidacija u emigraciji. Od pada Rankovića do konca 1971., dakle u razdoblju za koje se pretpostavljalo da su u Zagrebu vlast preuzeli hrvatski orijentirani komunisti, ubijena su dvadeset i četiri hrvatska emigranta, a desetorica su slučajem preživjeli atentate i jedan je otet. Ta crna serija se nastavila i nakon 1971., a naročito neposredno nakon Karađorđeva, dakle tijekom 1972. godine, te u razdoblju nekoliko godina prije i poslije smrti jugoslavenskog diktatora Josipa Broza Tita, a trajala je praktički do pred sam raspad Jugoslavije. 

## Žrtve Udbina djelovanja
Podatci prema:

### Ubojstva
1. Ive Protulipca, 1946. godine u Italiji
2. Ilije Abramovića, 1948. godine u Austriji
3. Dinke Domančinović, 1960. godine u Argentini
4. Mate Miličevića, 1966. godine u Kanadi
5. Marijana Šimundića, 1967. godine u SR Njemačkoj
6. Joze Jelića, 1967. godine u SR Njemačkoj
7. Mile Jelića, 1967. godine u SR Njemačkoj
8. Petra Tominca, 1967. godine u SR Njemačkoj
9. Vlade Murata, 1967. godine u SR Njemačkoj
10. Anđelka Pernara, 1967. godine u SR Njemačkoj
11. Hrvoja Urse, 1968. godine u SR Njemačkoj
12. Đure Kokića, 1968. godine u SR Njemačkoj
13. Mile Rukavine, 1968. godine u SR Njemačkoj
14. Krešimira Tolja, 1968. godine u SR Njemačkoj
15. Vida Maričića, 1968. godine u SR Njemačkoj
16. Ante Znaora, 1968. godine u Italiji
17. Josipa Krtalića, 1968. godine u Italiji
18. Nedjeljka Mrkonjića, 1968. godine u Francuskoj
19. Pere Čovića, 1968. godine u Australiji
20. Mirka Čurića, 1969. godine u SR Njemačkoj
21. Nahida Kulenovića, 1969. godine u SR Njemačkoj
22. Vjekoslava Luburića, 1969. godine u Španjolskoj
23. Mije Lijića, 1970. godine u Švedskoj
24. Mirka Šimića, 1971. godine u SR Njemačkoj
25. Ive Bogdana, 1971. godine u Argentini
26. Maksima Krstulovića, 1971. godine u Engleskoj
27. Drage Mihalića, 1972. godine u SR Njemačkoj
28. Josipa Senića, 1972. godine u SR Njemačkoj
29. Branka Jelića, 1972. godine u SR Njemačkoj
30. Stjepana Ševe, 1972. godine u Italiji
31. Tatjane Ševo, 1972. godine u Italiji
32. Rosemarie Bahrić, 1972. godine u Italiji
33. Josipa Buljana-Mikulića, 1973. godine u SR Njemačkoj
34. Mate Jozaka, 1974. godine u SR Njemačkoj
35. Ilije Vučića, 1975. godine u SR Njemačkoj
36. Ivice Mioševića, 1975. godine u SR Njemačkoj
37. Nikole Martinovića, 1975. godine u Austriji
38. Matka Bradarića, 1975. godine u Belgiji
39. Vinka Eljuge, 1975. godine u Danskoj
40. Stipe Mikulića, 1975. godine u Švedskoj 7
41. Nikole Penave, 1975. godine u SR Njemačkoj
42. Ivana Tuksora, 1976. godine u Francuskoj
43. Ivana Vučića, 1977. godine u SR Njemačkoj
44. Joze Oreča, 1977. godine u JAR
45. Brune Bušića, 1978. godine u Francuskoj
46. Križana Brkića, 1978. godine u SAD
47. Marijana Rudele, 1979. godine u SAD
48. Zvonka Štimca, 1979. godine u SAD
49. Gorana Šećera, 1979. godine u Kanadi
50. Cvitka Cicvarića, 1979. godine u Kanadi
51. Nikole Miličevića, 1980. godine u SR Njemačkoj
52. Mirka Deskera, 1980. godine u SR Njemačkoj
53. Ante Kostića, 1981. godine u SR Njemačkoj
54. Mate Kolića, 1981. godine u Francuskoj
55. Petra Bilandžića, 1981. godine u SR Njemačkoj
56. Ivana Jurišića, 1981. godine u SR Njemačkoj
57. Mladena Jurišića, 1981. godine u SR Njemačkoj
58. Stanka Nižića, 1981. godine u Švicarskoj
59. Ive Furlića, 1981. godine u SR Njemačkoj
60. Đure Zagajskog, 1983. godine u SR Njemačkoj
61. Franje Mikulića, 1983. godine u SR Njemačkoj
62. Milana Župana, 1983. godine u SR Njemačkoj
63. Stjepana Đurekovića, 1983. godine u SR Njemačkoj
64. Slavka Logarića, 1984. godine u SR Njemačkoj
65. Franje Mašića, 1986. godine u SAD
66. Ivana Hlevnjaka, 1987. godine u SR Njemačkoj
67. Damira Đurekovića, 1987. godine u Kanadi
68. Ante Đapića, 1989. godine u SR Njemačkoj

### Nestali
Usporedi sa "otmice sa smrtnom posljedicom")
1.) Zlatko Milković 1949. godine u Francuskoj

2.) Zvonimir Kučar 1963. godine u Francuskoj

3.) Geza Pašti 1965. godine u Francuskoj

4.) Stjepan Crnogorac 1972. godine u Austriji

### Otmice sa smrtnim posljedicama
1. Drage Jelika, 1949. godine iz Italije
2. Zlatka Milkovića, 1949. godine u Francuskoj
3. Zvonimira Kučara, 1963. godine u Francuskoj
4. Geze Paštija, 1965. godine u Francuskoj
5. Stjepana Crnogorca, 1972. godine u Austriji

### Neuspjela ubojstva
1.) Mate Frković 1948. godine u Austriji

2.) Dr. Ante Pavelić 1957. godine u Argentini

3.) Dr. Branko Jelić 1957. godine u SR Njemačkoj,

4.) obitelj Deželić 1965. godine u SR Njemačkoj

5.) Ante Vukić 1968. godine u SR Njemačkoj

6.) Mirko Grabovac 1969. godine u SR Njemačkoj

7.) Dr. Branko Jelić 1970. godine u SR Njemačkoj

8.) Vlado Damjanović 1970. godine u SR Njemačkoj

9.) Dr. Branko Jelić 1971. godine u SR Njemačkoj

10.) Gojko Bošnjak 1972. godine u SR Njemačkoj

11.) Nikola Vidović 1972. godine u Francuskoj

12.) Dane Šarac 1973. godine u SR Njemačkoj

13.) Gojko Bošnjak 1973. godine u SR Njemačkoj

14.) Dane Šarac 1974. godine u Francuskoj

15.) Stipe Bilandžić 1975. godine u SR Njemačkoj

16.) Stipe Bilandžić 1977. godine u SR Njemačkoj

17.) Franjo Goreta 1980. godine u SR Njemačkoj

18.) Luka Kraljević 1982. godine u SR Njemačkoj

19.) Luka Kraliević 1983. godine u SR Njemačkoj

20.) Danica Glavaš 1986. godine u SAD

21.) Ants Tokić 1988. godine u Australiji

22.) Tomislav Naletelić 1988. godine u SR Njemačkoj

23.) Nikola Štedul 1988. godine u Škotskoj

### Otmice
1.) Drago Jelik 1949. godine iz Italije

2.) Krunoslav Draganović 1967. godine iz Italije

3.) Vjenceslav Čižek 1977. godine iz Italije

4.) Ivica Novaković 1987. godine iz SR Njemačke

### Neuspjele otmice
1.) Dr. Branko Jelić 1950. godine iz SR Njemačke

2.) Franjo Mikulić 1979. godine iz Francuske